# Baculentulus ogawai
Baculentulus ogawai är en urinsektsart som först beskrevs av Imadaté 1965.  Baculentulus ogawai ingår i släktet Baculentulus och familjen lönntrevfotingar. Inga underarter finns listade.